# Párizsi béke (1814)
A párizsi béke (1814. május 30.) az I. Napóleon francia császár ellen alakult hatodik koalíció tagjainak (Egyesült Királyság, Oroszország, Poroszország, Ausztria) békéje Franciaországgal.
A béke elismertette Franciaországgal Hollandia, Svájc, az olasz államok és a német fejedelemségek függetlenségét. Franciaország határait az 1792. január 1-jei állapotok szerint határozta meg, melynek részleteit a bécsi kongresszuson dolgozták ki.

## Előzmények
Napóleon vereséggel végződő oroszországi hadjáratát követően az oroszok elfoglalták a Varsói Hercegséget, majd a poroszokkal és az osztrákokkal szövetséget kötve megalapították a hatodik koalíciót és nagy hadsereggel indultak a francia császár ellen. Az egyesült orosz-porosz-osztrák-svéd sereg a Lipcsei csatában, a „népek csatájában” súlyos vereséget mért a franciákra, akiknek szövetségeseiből több is át állt az ellenséghez az ütközet végén és után. Napóleon bár tudott győzelmeket elkönyvelni, végül a koalíciós csapatok elfoglalták Párizst. Napóleon lemondott a trónról fia, Napoléon François Joseph Charles Bonaparte herceg javára. A volt császárt nem sokkal később elfogták és Elba szigetére száműzték. Később ugyan néhány emberével partra szállt és száz napig újra megszerezte a hatalmat, a waterlooi csata után végleg elbukott és Szent Ilona szigetére száműzték, ahol is haláláig élt.

## A békeszerződés
Az 1814. május 30-án aláírt első párizsi békeszerződés értelmében Franciaország határai egybeesnek az 1792. január 1-i határokkal (Franciaország ezzel azonban mégis némi területi nyereséget szerzett), amely részleteit a bécsi kongresszus dolgozta ki és az országnak el kellett ismernie Hollandia, Svájc, az olasz államok és a német fejedelemségek függetlenségét.   